# Alone in the Dark 3
Alone in the Dark 3 ist ein 1994 für DOS veröffentlichtes Action-Adventure. Das von der französischen Firma Infogrames entwickelt. Alone in the Dark 3 ist der direkte Nachfolger des 1993 erschienenen Alone in the Dark 2.

## Handlung
Das Spiel spielt im Jahr 1925. Dieses Mal wird Edward gerufen, um das Verschwinden eines Filmteams in einer Geisterstadt namens Slaughter Gulch in der Mojave-Wüste in Kalifornien zu untersuchen. Unter der verschwundenen Crew ist Emily Hartwood, Jeremy Hartwoods Nichte. Edward entdeckt bald, dass die Stadt verflucht ist und ein böser Cowboy aus den Badlands namens Jed Stone der Bösewicht ist, der für das Verschwinden der Crew verantwortlich ist. Jed Stone hetzt auf Edward untote Revolverhelden. Im weiteren Spielverlauf stößt der Spieler zudem auf klassische Zombies und radioaktiv verseuchte Mutanten.

## Spielprinzip
Das Spiel weist erneut dieselbe Technik und das im Grunde unveränderte Gameplay seiner Vorgänger auf. Diesmal spielt man in der Wilden Westen. Man steuert als Carnby und muss im Spiel die Zombies bekämpfen. Gegen Ende des Spiels trifft man auf radioaktiv verseuchte Menschen, die man besiegen muss.

## Veröffentlichung
Dies war das erste Spiel der Serie, das nicht auf Disketten veröffentlicht wurde. Vielmehr wurde es als CD-ROM-Spiel veröffentlicht. Es war auch das erste Spiel der Serie, das exklusiv für mehrere Computerformate veröffentlicht wurde, und erhielt daher im Gegensatz zu den beiden vorherigen Spielen keine offizielle Konsolenversion. In Nordamerika von Interplay Entertainment vertrieben. In Japan wurde eine PC-98-Version des Spiels entwickelt und 1995 von AMT Savan Corps veröffentlicht. Diesmal wurde keine FM-Towns-Version entwickelt. 1996 wurden die Versionen für Windows und Mac OS auch in Japan von Electronic Arts Victor als Alone in the Dark 3: Ghosts in Town veröffentlicht.

## Rezeption
„AITD 3 ist ein phantasievolles, aber wenig innovatives Western-Adventure, das nahtlos an die beiden Vorgänger der Infogrames-Trilogie anschließt. Wer ein solides, gut spielbares Game sucht, das viele Stunden lang unterhalten kann, der ist mit Alone in the Darl 3 gut beraten. Trotzdem wird es langsam Zeit für Infogrames, sich mal was Neues zu überlegen.“

„Liebhaber der ersten Folgen des Grusel-Melodrams werden auch von diesem Aufguß nicht enttäuscht. Aber State of the art ist das Zombie-Recycling nicht mehr. Wer höhere Ansprüche stellt, kauft lieber Little Big Adventure.“